# Usagi Drop
Usagi Drop (うさぎドロップ Usagi Doroppu) é um mangá japonês criado por Yumi Unita. Foi publicada mensalmente pela revista Feel Young de Outubro de 2005 a Abril de 2011. Foi feita uma adaptação em anime pela Production I.G que começou a ser exibida no Japão em 8 de julho de 2011.
Um filme live-action também foi feito e estreou nos cinemas japoneses em 20 de agosto de 2011. O enredo segue a historia de Daikichi, um homem de 30 anos de idade que vé sua vida virando de cabeça para baixo quando decide cuidar de uma garotinha de 6 anos de idade chamada Rin, filha legítima de seu avô.

## Sinopse
Daikichi, um homem de 30 anos, tinha uma vida relaxada de solteiro até que um dia recebe a notícia de que seu avô morreu. Durante o velório, Daikichi conhece Rin, uma garota de 6 anos que era filha escondida do avô e que agora irá para orfanato por não ser desejada pela família. Ao saber disso, Daikichi reage contra essa decisão e acaba preferindo adotar a menina. Assim, começa a nova vida do homem desorganizado com a menina bem educada.

## Personagens

### Daikichi Kawachi (河地 大吉 Kawachi Daikichi)
Daikichi é um solteirão de 30 anos, que vê sua vida virando do avesso quando decide cuidar de Rin uma garotinha educada de 6 anos. Ele é um homem que trabalha muito duro e é considerado o melhor no seu departamento onde trabalha, mas decide mudar seu estilo de vida para cuidar de Rin. E se vê mais ligado a garotinha a cada dia.

### Rin Kaga (鹿賀 りん Kaga Rin)
Rin é uma menina de 6 anos e filha legítima do avô de Daikichi. Ela é forte, independente e madura, muitas vezes mais madura que o próprio Daikichi, ela vive com Daikichi em quem pouco a pouco confia mais e mais a cada dia que se passa.